# Astragalus xiphidium
Astragalus xiphidium är en ärtväxtart som beskrevs av Aleksandr Andrejevitj Bunge. Astragalus xiphidium ingår i släktet vedlar, och familjen ärtväxter. Inga underarter finns listade i Catalogue of Life.